# 홍재석
홍재석(洪在石, 2003년 7월 3일 ~ )은 대한민국의 축구 선수로, 포지션은 센터백, 센터포워드이다. 현재 부산 아이파크 소속이다.

## 클럽 경력
2023시즌 여름이적시장에 울산시민축구단에 입단하여 13경기 출장하였다. 
2024 시즌에 신인 계약을 통해 울산 HD FC에 입단하며 정식으로 프로무대에 입성하여 리그 15R 인천전에서 데뷔전을 치렀는데 이는 울산시민축구단 출신 선수들 중 최초로 K리그1에 데뷔한 선수다.
2024 시즌 중 제주 유나이티드로 임대 이적하였다.
2025 시즌을 앞두고 부산 아이파크로 임대 이적하였다.